# Ute Enzenauer
Ute Enzenauer (Ludwigshafen am Rhein, 18 de janeiro de 1965) é uma ex-ciclista alemã que representou a Alemanha Ocidental nos Jogos Olímpicos de 1984, em Los Angeles, no individual, terminando em oitavo lugar.